# Анненкова Стефанія Петрівна
Стефа́нія Петрі́вна А́нненкова (нар. 25 січня 1923, Рогізне — пом. 8 лютого 1980, Кривий Ріг) — українська і російська радянська театральна акторка; заслужена артистка УРСР з 1966 року.

## Біографія
Народилася 25 січня 1923 року в селі Рогізному (нині Яворівський район Львівської області, Україна). У 1944 році закінчила студію при Львівському українському драматичному театрі імені Марії Заньковецької і протягом 1944—1949 років працювала в цьому театрі.
Згодом працювала в театрах: у 1949—1958 роках — у Хабаровському театрі юного глядача; у 1958—1960 роках — у Прокоп'євському драматичному театрі; у 1960—1961 роках — у Павлодарі; у 1961—1980 роках — Криворізькому російському музично-драматичному театрі імені Тараса Шевченка. 
Померла у Кривому Розі 8 лютого 1980 року.

## Ролі
- мадам Енно («На світанку» Оскара Сандлера);
- Євгенія («На велелюдному місці» Олександра Островського);
- Комісар («Оптимістична трагедія» Всеволода Вишневського);
- Ганна («Доля Ганни» Зота Тоболкіна);
- Антігона («Антігона» Софокла).